# August Schlüter (Maler)
August Schlüter (* 22. Januar 1858 in Münster; † 19. Dezember 1928 in Düsseldorf) war ein deutscher Maler.

## Leben
Der Neffe des Dülmener Ehrenbürgers August Schlüter studierte ab Mai 1878 an der Düsseldorfer Kunstakademie u. a. bei Andreas Müller, Heinrich Lauenstein und Peter Janssen sowie von 1880 bis 1887 in der Landschaftsklasse von Eugen Dücker. Zahlreiche Bilder belegen seine Studienreisen nach Norddeutschland, in die Schweiz und nach Italien. Schon Mitte der 1880er Jahre beteiligte er sich regelmäßig an Düsseldorfer Ausstellungen. Er schuf vor allem stimmungsvolle Landschaftsbilder sowie Stadtansichten und wurde um die Jahrhundertwende ein wichtiger Vertreter der Düsseldorfer Malerschule. Schlüter bevorzugte eine zartfarbige Aquarelltechnik, malte aber auch in Öl und lithographierte. Häufig wählte er Motive aus Italien. Um 1891 hatte Schlüter, zeitgleich mit den Malern Ernst Tode und Wilhelm Süs, im Eiskellerberg ein Atelier. Von 1893 bis 1928 war er Mitglied im Künstlerverein Malkasten. Neben seinen Bildern schuf er auch Gedichte und Theaterstücke. Ein Teil seines literarischen Nachlasses wird vom Künstlerverein Malkasten in Düsseldorf unter der Signatur 578 aufbewahrt, darunter auch ein gedrucktes Festspiel mit dem Titel Ein Traum in der Alhambra von 1908.

## Bilder

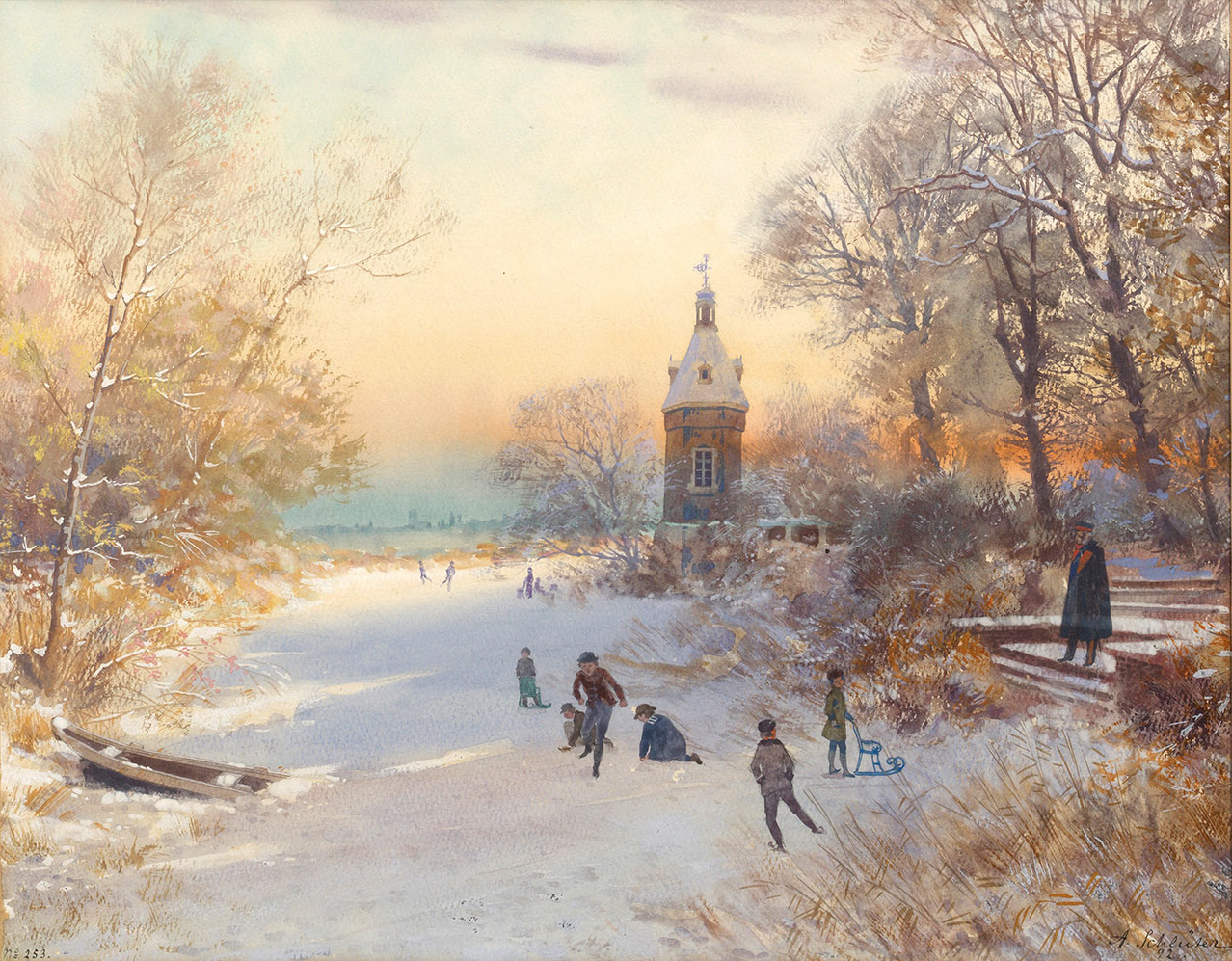
Niederrheinische Winterlandschaft mit spielenden Kindern, 1892

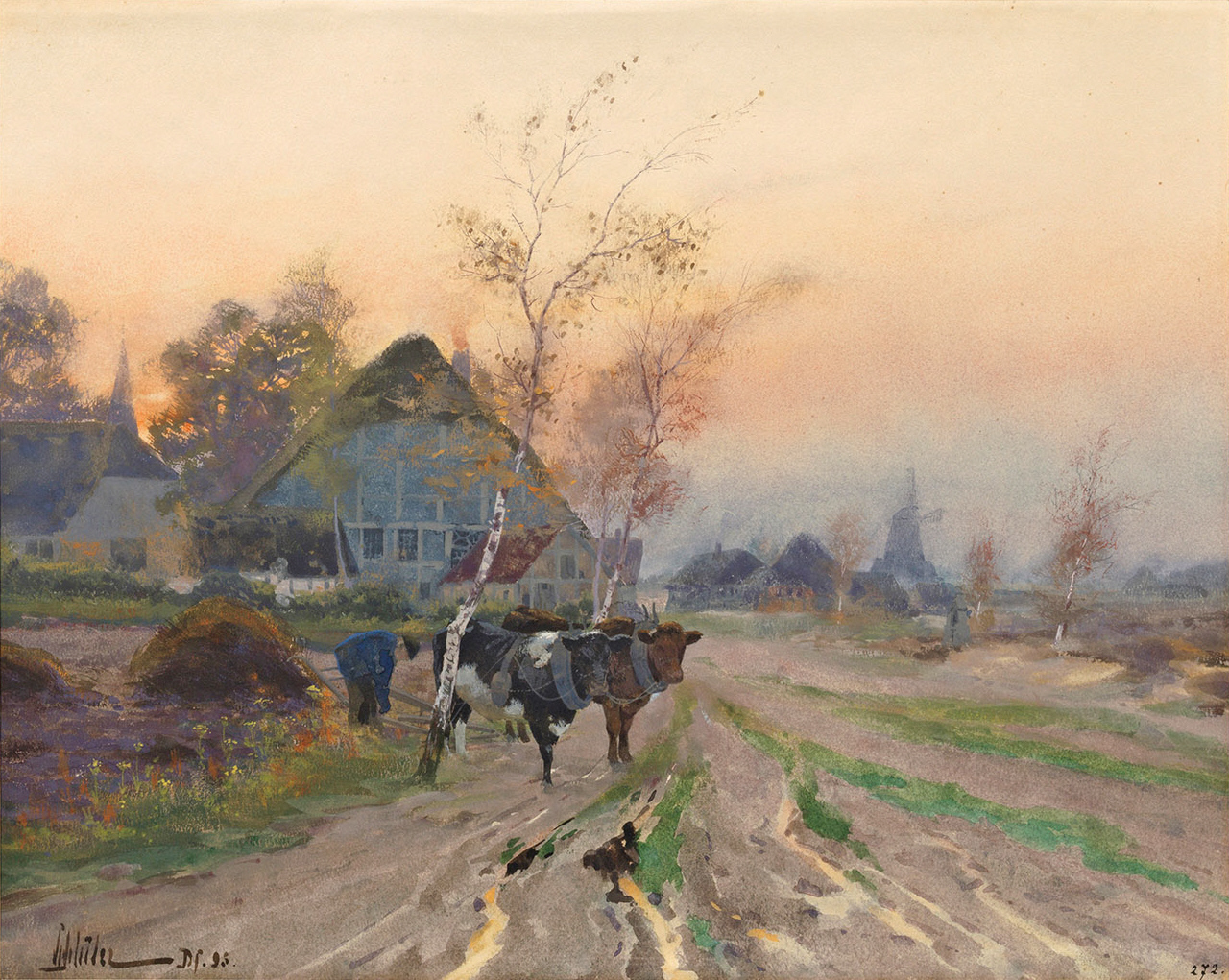
Niederrheinische Dorfstraße mit Ochsenpflug im Abendrot, 1895

Mehrere seiner Werke befinden sich heute in öffentlichen Sammlungen. Das Karl-Ernst-Osthaus-Museum in Hagen besitzt eines seiner Bilder.
Interessant sind Schlüters Gemälde insbesondere, weil sie realistische Stadtbilder vergangener Zeiten zeigen. So ist z. B. auf einem Aquarell aus dem Jahr 1894 der neue Hafen Düsseldorfs im Bau zu sehen. Das Blatt wurde vom Stadtmuseum Düsseldorf angekauft (Signatur: C 5199). Ein frühes Werk, Felder in Oberkassel bei Düsseldorf, von 1884 zeigt den Zustand vor der Eröffnung der Rheinbrücke, die Oberkassel rasch vom landwirtschaftlich geprägten Ort zum Großstadtvorort machte. Das Ölgemälde befindet sich seit 1929 im Stadtmuseum Düsseldorf (Signatur: B 1049). Das 1903 entstandene Aquarell Blick auf die Fabrik von Haniel und Lueg in Düsseldorf wurde im Jahr 1939 ebenfalls vom Stadtmuseum Düsseldorf angekauft und erhielt die Inventarnummer C 5285. Es zeigt Fabrikgebäude, von denen heute nur noch Überreste erhalten sind.
Auch im Stadtarchiv Dülmen befindet sich mindestens ein Werk Schlüters. Im Zentralarchiv zur Erforschung der Geschichte der Juden in Deutschland wird eine Reproduktion eines Gemäldes Schlüters aufbewahrt, das den jüdischen Friedhof von Dülmen zeigt.